# 塔山镇 (三台县)
塔山镇，是中华人民共和国四川省绵阳市三台县下辖的一个乡镇级行政单位。2019年12月，撤销柳池镇和高堰乡，将其所属行政区域划归塔山镇管辖，塔山镇人民政府驻西街184号。

## 行政区划
塔山镇下辖以下地区：
场镇社区、宝塔村、春村、迎丰村、华光村、宏狮村、蓝池村、青柏村、钢铁村、金钢村、双渡村、白龙村、高塔村、瓦子村、丝公村、规划村、三星村、宝林村、蒙山村、槐术村、水露村、峨岭村、石佛村、元宝村、六合村和紫垣村。